# Kanton Arpajon
Canton d'Arpajon je francouzský kanton v departementu Essonne v regionu Île-de-France. Vznikl 20. července 1967, obec Leuville-sur-Orge byla připojena v roce 1975. Jeho střediskem je město Arpajon.

## Složení kantonu
| Obec                      | Počet obyvatel (2007) | PSČ   | INSEE       |
| ------------------------- | --------------------- | ----- | ----------- |
| Arpajon                   | 9 918                 | 91290 | 91 3 01 021 |
| Avrainville               | 683                   | 91630 | 91 3 01 041 |
| Bruyères-le-Châtel        | 3 077                 | 91680 | 91 3 01 115 |
| Cheptainville             | 1 824                 | 91630 | 91 3 01 156 |
| Égly                      | 5 240                 | 91520 | 91 3 01 207 |
| Guibeville                | 744                   | 91630 | 91 3 01 292 |
| La Norville               | 4 009                 | 91290 | 91 3 01 457 |
| Leuville-sur-Orge         | 4 208                 | 91310 | 91 3 01 333 |
| Ollainville               | 4 565                 | 91340 | 91 3 01 461 |
| Saint-Germain-lès-Arpajon | 9 146                 | 91180 | 91 3 01 552 |